# Juan Claudio Cifuentes
Juan Claudio Cifuentes Benito (París, 20 de abril de 1941 - Madrid, 17 de marzo de 2015), conocido como Cifu, fue un divulgador musical y profesional de la radio y televisión español, especializado en jazz. Fue galardonado con la  Medalla de Oro al Mérito en las Bellas Artes 2015 y el Premio Ondas por su «labor de difusión y divulgación del jazz.

## Biografía
Nacido el 20 de abril de 1941 en París, de padres españoles, su abuelo materno fue el profesor de Derecho Mercantil Lorenzo de Benito y Endara. Instalado en España desde 1961, su ingreso en la universidad, (donde el único grupo musical allí existente es la Tuna...) y otras circunstancias le hacen ver claramente que no va a poder seguir con sus aficiones percusivas. Para consolarse iniciará aquel mismo año una larga colaboración, escribiendo artículos en la hoy legendaria (y difunta) revista Aria Jazz, que durará los ocho años en los que se mantuvo en activo dicha publicación. Pronto va a transformarse en coleccionista y a especializarse en Historia del Jazz, comenzando a dar charlas y conferencias con audiciones musicales para divulgar el jazz en centro educativos por todo el país.
A mediados de la década de 1960, entra a trabajar en la industria discográfica donde permanecerá diecinueve años, prestando sus servicios en diversas compañías nacionales como Hispavox, Acción, Movieplay y Fonomusic, siendo director internacional en las tres últimas. Durante ese tiempo será responsable de numerosos lanzamientos de discos de jazz en el mercado español, firmando asimismo muchos textos de contraportada.
En 1971, se introduce en el mundo de la radio, en la histórica y, por aquellas fechas, un tanto anárquica Radio Popular-FM de Madrid. Desde entonces ha mantenido su programa Jazz Porque Sí – que en 2011 cumple 40 años de ininterrumpida actividad en las ondas– desde los micrófonos de diversas emisoras: Radio España de Madrid (1974-1982), Antena 3 de Radio (1982-1987), Cadena 100 (1987-1998) y desde el 1 de octubre de 1998, Jazz Porque Sí sale al aire por las antenas de Radio Clásica de RNE (cuatro horas a la semana). Además, su paso a Radio Nacional le ha permitido iniciar un segundo programa de una hora, A Todo Jazz, que Radio 3 emite los sábados y domingos.
En 1984, la Segunda Cadena de TVE le ofreció la posibilidad de escribir y presentar un programa de jazz en la pequeña pantalla. Así nació Jazz Entre Amigos que se mantuvo, con carácter semanal, más de siete años con una sólida y fiel audiencia y que, por motivos todavía no aclarados, fue retirado de la programación televisivo-estatal en diciembre de 1991, dejando más de trescientos cincuenta programas grabados en los archivos. Su repercusión fue tan grande que incluso fue parodiado por los populares Martes y Trece.
En 1994, la Sociedad de Autores le encargó la organización y confección de la primera Guía Profesional del Jazz en España, un anuario con el censo más completo hasta la fecha de músicos, clubes, escuelas, mánager, festivales, etc.
Ha traducido y adaptado al español (añadiendo numerosas referencias e informaciones sobre el jazz en España) el libro Los Grandes Creadores del Jazz, de los críticos franceses G. Arnauld y J. Chesnel (Ed. del Prado, 1993). También ha sido autor de los textos y responsable de la dirección musical, para la misma editorial, de la colección de setenta fascículos y discos compactos que, bajo el nombre de El Gran Jazz, se vendió semanalmente en quioscos de prensa entre 1995 y 1996. Posteriormente la colección se publicó en varios países iberoamericanos (Argentina, México, Brasil, Chile, entre otros), además de Polonia e Italia.
Durante la temporada 2000-2001 fue nombrado, representando a nuestro país, miembro del Comité Asesor (Advisory Board Member) de la Orquesta Joven de Jazz Europea (European Jazz Youth Orchestra), una organización con sede en Dinamarca, cuyo presidente es el veterano músico de jazz danés, el contrabajista Eric Moseholm, y que, con ayuda económica de la C.E. desde Bruselas, pone en pie cada verano, para una gira europea de cerca de tres semanas, una big band (cuyos componentes se renuevan anualmente) de dieciocho a veinte jóvenes jazzmen –que no suelen pasar de los 25 años de edad– procedentes de prácticamente todos los países de nuestro continente, incluido España.
En noviembre de 2003 su programa de radio Jazz Porque Sí recibió el Premio de Honor de la Bienal SGAE de Jazz “Tete Montoliu” 2003 en la categoría de “Institución o colectivo con gran trayectoria y compromiso en la promoción del Jazz” por sus más de tres décadas de apoyo y difusión del género en España.
Del 20 al 25 de marzo de 2006, el club de jazz Bogui de Madrid dedicó una semana entera de actuaciones especiales para celebrar los treinta y cinco años en antena del programa Jazz Porque Sí.
Tras 40 años de trabajo en la difusión y divulgación del jazz en España, el 19 de noviembre de 2010, en la 57.ª Edición de los Premios Ondas (que anualmente concede la Cadena SER) le fue otorgado, en la “Categoría RADIO”,  el “PREMIO ESPECIAL DEL JURADO por su labor de difusión y divulgación del jazz a través de su programa “Jazz Porque Sí” durante las últimas cuatro décadas”.
En 2011 aparece en el documental "Jazz en España" de la productora "14 pies" para la cadena de televisión Canal de Historia.
Desde entonces ha sido protagonista de diversos homenajes (todos motivados por esas cuatro décadas de radio), como el que le dieron el 4 de noviembre de 2011 en el Colegio Mayor San Juan Evangelista de Madrid (el ya legendario “Johnny”) con la participación de su buen amigo el saxofonista y flautista Jorge Pardo que, con Francis Posé al contrabajo y José Vázquez “Roper” a la batería (el trío “D3”) le dedicaron una actuación memorable.
El 17 de abril de 2012 fue homenajeado en Vitoria en un acto organizado en el Conservatorio Jesús Guridi por el programa de Radio Vitoria “Ondas de Jazz En La Ciudad”, dirigido por el periodista Joseba Cabezas. Tras la actuación de dos big bands (la de alumnos y la de profesores), el alcalde de Vitoria, Javier Maroto, le hizo entrega de la “Makila de Honor”.
Otro simpático momento ocurrió en el Club La Bilbaína de la capital vizcaína, cuando un grupo de aficionados le regaló una placa (como las que colocan en las esquinas de las calles de Bilbao: azul cielo con borde dorado) con su nombre.
Finalmente, en julio de 2013, el Festival de Jazz de San Sebastián le entregará el Premio “Donostiako Jazzaldia” por todos sus años de labor de difusión del jazz en nuestro país. Dicho premio suele habitualmente otorgarse a famosos y ya veteranos músicos de jazz por toda una carrera.
En 2015 fue galardonado con la Medalla de Oro al Mérito en las Bellas Artes.
Su frase de despedida de los programas, desde hace muchos años, era: "Besos, abrazos, carantoñas y achuchones múltiples para todos".
Falleció en Madrid el 17 de marzo de 2015 a consecuencia de un ictus.

## Programas de televisión
- Jazz entre amigos (1984-1991), en Televisión española

## Programas de radio
- Jazz porque sí (Radio popular-FM, Radio España de Madrid, Antena 3 Radio, Cadena 100, Radio Clásica)
- A todo Jazz (Radio 3)